# Zséda-Vue
A Zséda-Vue a magyar énekesnő Zséda második nagylemeze. Az album megjelenésére 2004-ben került sor a Magneoton lemezkiadó gondozásában. Az album elérte az arany és platina minősítést is.

## Számlista
| 1.  | Motel                                                       | Rakonczai Viktor · Szabó Ágnes                     | Malek Miklós · Rakonczai Viktor                             | 4:35 |
| 2.  | Mindhalálig mellettem                                       | Rakonczai Viktor · Szabó Ágnes                     | Malek Miklós · Rakonczai Viktor                             | 5:14 |
| 3.  | Forró nyár                                                  | Rakonczai Viktor · Valla Attila                    | Malek Miklós · Rakonczai Viktor                             | 5:05 |
| 4.  | Újhold                                                      | Rakonczai Viktor · Valla Attila · Zsédenyi Adrienn | Malek Miklós · Rakonczai Viktor                             | 3:40 |
| 5.  | Messze Tőled                                                | Rakonczai Viktor · Szabó Ágnes · Zsédenyi Adrienn  | Rakonczai Viktor · Zséda                                    | 4:13 |
| 6.  | Még elhiszem                                                | Kiss Gábor · Szabó Ágnes                           | Malek Miklós · Rakonczai Viktor                             | 4:03 |
| 7.  | Őrizlek Téged (közreműködik Ferenczi György)                | Rakonczai Viktor · Valla Attila · Zsédenyi Adrienn | Rakonczai Viktor · Zséda                                    | 5:49 |
| 8.  | Mire vár egy lány? (közreműködik Létray Ákos)               | Létray Ákos · Major Eszter                         | Malek Miklós · Rakonczai Viktor                             | 3:36 |
| 9.  | Szerelem                                                    | Létray Ákos · Szabó Ágnes                          | Malek Miklós · Rakonczai Viktor                             | 3:53 |
| 10. | Ha mindez csak egy álom... (közreműködik a Bolyki Brothers) | Barrett Strong · Norman Whitfield · Miklós Tibor   | Malek Miklós · Rakonczai Viktor                             | 4:16 |
| 11. | Mért lett minden más?                                       | Létray Ákos · Valla Attila                         | Malek Miklós · Rakonczai Viktor                             | 4:42 |
| 12. | Maradok még                                                 | Rakonczai Viktor · Szabó Ágnes                     | Malek Miklós · Rakonczai Viktor                             | 5:42 |
| 13. | Motel (Raindrops dancemix)                                  | Rakonczai Viktor · Szabó Ágnes                     | Malek Miklós · Rakonczai Viktor · Molnár Gábor · Rácz Gergő | 3:19 |
| 14. | All by myself (live)                                        | Eric Carmen · Sergei Rachmaninoff                  | Malek Miklós · Rakonczai Viktor                             | 4:59 |